# Cowden (Kent)
Cowden es una parroquia civil y un pueblo del distrito de Sevenoaks, en el condado de Kent (Inglaterra).

## Geografía
Según la Oficina Nacional de Estadística británica, Cowden tiene una superficie de 12,61 km².

## Demografía
Según el censo de 2001, Cowden tenía 765 habitantes (46,41% varones, 53,59% mujeres) y una densidad de población de 60,67 hab/km². El 17,39% eran menores de 16 años, el 71,37% tenían entre 16 y 74 y el 11,24% eran mayores de 74. La media de edad era de 43,9 años. Del total de habitantes con 16 o más años, el 22,63% estaban solteros, el 59,81% casados y el 17,56% divorciados o viudos.
El 92,42% de los habitantes eran originarios del Reino Unido. El resto de países europeos englobaban al 2,48% de la población, mientras que el 5,1% había nacido en cualquier otro lugar. Según su grupo étnico, el 98,82% eran blancos, el 0,78% mestizos y el 0,39% negros. El cristianismo era profesado por el 76,3%, el budismo por el 0,39%, el hinduismo por el 0,39%, el judaísmo por el 0,39% y cualquier otra religión, salvo el islam y el sijismo, por el 0,52%. El 15,1% no eran religiosos y el 6,9% no marcaron ninguna opción en el censo.
365 habitantes eran económicamente activos, 362 de ellos (99,18%) empleados y 3 (0,82%) desempleados. Había 323 hogares con residentes, 16 vacíos y 9 eran alojamientos vacacionales o segundas residencias.